# Manchester City F.C. mùa bóng 2017–18
Năm 2017-18 là mùa giải thi đấu chuyên nghiệp thứ 116 của Manchester City, và là lần thứ 89 thi đấu tại hạng đấu cao nhất của bóng đá Anh và mùa bóng thứ 21 tại Premier League. Ngoài Premier League, Manchester City cũng đã thi đấu tại Cúp FA, Cúp EFL và UEFA Champions League.
Mùa giải thi đấu bắt đầu vào ngày 1 tháng 7 năm 2017 đến ngày 30 tháng 6 năm 2018.
Kết thúc mùa giải, Manchester City đã vô địch Premier League lần thứ ba vào ngày 15 tháng 4 năm 2018, sau chiến thắng 1–0 trên sân khách của West Bromwich Albion để vượt qua đội xếp thứ hai là Manchester United. Họ còn giành chức vô địch EFL Cup vào ngày 25 tháng 2 năm 2018 sau chiến thắng 3–0 trước Arsenal, trở thành danh hiệu đầu tiên Pep Guardiola giành được tại City.
City đã thiết lâp và xô đổ nhiều kỷ lục ở Premier League mùa giải đó, bao gồm: giành được nhiều điểm nhất (100), giành được nhiều điểm trên sân khách nhất (50), khoảng cách điểm xa nhất với đội thứ hai (19), nhiều trận thắng nhất (32), nhiều trận thắng trên sân khách nhất (16), ghi nhiều bàn thắng nhất (106), hiệu số bàn thắng bại tốt nhất (+79) và chiến thắng liên tiếp nhiều nhất (18). Đội cũng cân bằng kỷ lục vô địch Premier League sớm nhất (trước 5 vòng), đánh bại mọi đội khác trong suốt mùa giải và giành nhiều trận thắng sân khách liên tiếp nhất (11). Nhờ việc Man City lập kỷ lục giành nhiều điểm nhất trong một mùa giải ở Anh (100), đội đã nhận được biệt danh "Centurions" và được các chuyên gia cũng như nhà báo bóng đá ca ngợi là một trong những đội vĩ đại nhất ở Premier League lịch sử.[3] [4] [5]

Vào ngày 1 tháng 11, Sergio Agüero ghi bàn thắng thứ 178 của mình trong chiến thắng 4-2 tại Champions League trước Napoli để trở thành cầu thủ ghi bàn hàng đầu của đội, vượt qua tổng số lần trước của Eric Brook.

## Các trận giao hữu trước mùa giải
Vào ngày 16 tháng 5 năm 2017, City có trận đấu đầu tiên trong mùa giải khi thi đấu với Manchester United tại giải International Champions Cup 2017. Sau đó đội cũng thi đấu với Tottenham Hotspur và cả Real Madrid. Một trận giao hữu trước mùa giải trước West Ham United cũng đã diễn ra tại Iceland. Một trận đấu giao hữu cũng được lên kế hoạch đối với câu lạc bộ Girona đã diễn ra sau vòng 1 mùa giải Premier League cùng năm.

### International Champions Cup
| 20 tháng 7 năm 2017 ICC 2017 | Manchester United                     | 2–0      | Manchester City         | Houston, Hoa Kỳ                                                                         |  |
| 20:30 CDT                    | Lukaku 37' · Rashford 39' · Blind 45' | Chi tiết | Touré 42' · Mangala 55' | Sân vận động: Sân vận động NRG Lượng khán giả: 67,401 Trọng tài: Ismail Elfath (Hoa Kỳ) |  |

| 26 tháng 7 năm 2017 ICC 2017 | Real Madrid                          | 1–4      | Manchester City                                                             | Los Angeles, Hoa Kỳ                                                                                     |  |
| 20:00 PDT                    | Nacho 33' · Carvajal 41' · Óscar 90' | Chi tiết | Touré 42' · Otamendi 52' · Sterling 59' · Stones 67' · Díaz 82' · Nasri 88' | Sân vận động: Los Angeles Memorial Coliseum Lượng khán giả: 93,098 Trọng tài: Baldomero Toledo (Hoa Kỳ) |  |

| 29 tháng 7 năm 2017 ICC 2017 | Manchester City                                      | 3–0      | Tottenham Hotspur | Nashville, Hoa Kỳ                                                                          |  |
| 17:00 CDT                    | Stones 10' · Kompany 55' · Sterling 72' · Díaz 90+1' | Chi tiết |                   | Sân vận động: Sân vận động Nissan Lượng khán giả: 56,232 Trọng tài: Fotis Bazakos (Hoa Kỳ) |  |

### Super Match
| 4 tháng 8 năm 2017 Super Match 2017 | Manchester City                      | 3–0      | West Ham United | Reykjavík, Iceland                                                                            |  |
| 14:00 WET                           | Jesus 8' · Agüero 56' · Sterling 71' | Chi tiết |                 | Sân vận động: Laugardalsvöllur Lượng khán giả: 6,237 Trọng tài: Thoroddur Hjaltalin (Iceland) |  |

### Costa Brava Trophy
| 15 tháng 8 năm 2017 Costa Brava Trophy 2017 | Girona                 | 1–0      | Manchester City | Girona, Tây Ban Nha                                                                                |  |
| 18:00 WET                                   | Portu 13' · García 62' | Chi tiết | B. Silva 73'    | Sân vận động: Estadi Montilivi Lượng khán giả: 10,235 Trọng tài: David Medié Jiménez (Tây Ban Nha) |  |

## Giải đấu

### Tất cả
| Giải đấu | Vòng xuất phát | Vị trí / vòng hiện tại | Vị trí cuối cùng | Trận đầu            | Trận cuối           |
| -------- | -------------- | ---------------------- | ---------------- | ------------------- | ------------------- |
| EPL      | —              | 1st                    |                  | 12 tháng 8 năm 2017 | 13 tháng 5 năm 2018 |
| FA Cup   | 3R             | —                      | 5R               | 6 tháng 1 năm 2018  | 19 tháng 2 năm 2018 |
| EFL Cup  | R3             | —                      | Vô địch          | 20 tháng 9 năm 2017 | 25 tháng 2 năm 2018 |
| UCL      | Vòng bảng      | Tứ kết                 |                  | 13 tháng 9 năm 2017 |                     |

Lần cập nhật cuối: 7 tháng 3 năm 2018
Nguồn: Các giải đấu

### Premier League

#### Bảng xếp hạng mùa giải
| VT | Đội                 | ST | T  | H  | B  | BT  | BB | HS  | Đ   | Giành quyền tham dự hoặc xuống hạng |
| -- | ------------------- | -- | -- | -- | -- | --- | -- | --- | --- | ----------------------------------- |
| 1  | Manchester City (C) | 38 | 32 | 4  | 2  | 106 | 27 | +79 | 100 | Lọt vào Vòng bảng Champions League  |
| 2  | Manchester United   | 38 | 25 | 6  | 7  | 68  | 28 | +40 | 81  | Lọt vào Vòng bảng Champions League  |
| 3  | Tottenham Hotspur   | 38 | 23 | 8  | 7  | 74  | 36 | +38 | 77  | Lọt vào Vòng bảng Champions League  |
| 4  | Liverpool           | 38 | 21 | 12 | 5  | 84  | 38 | +46 | 75  | Lọt vào Vòng bảng Champions League  |
| 5  | Chelsea             | 38 | 21 | 7  | 10 | 62  | 38 | +24 | 70  | Lọt vào Vòng bảng Europa League     |

1. ↑  Vì nhà vô địch Cúp FA 2017–18 (Chelsea) và nhà vô địch Cúp EFL 2017–18 (Manchester City) giành quyền tham dự cúp châu Âu dựa trên vị trí bảng xếp hạng hoặc kết thúc ở vị trí thấp nhất là vị trí thứ 6, nên suất dự vòng loại thứ hai Europa League dành cho đội vô địch Cúp Liên Đoàn được chuyển xuống cho đội đứng thứ 7.

#### Tóm tắt kết quả
| Tổng thể | Tổng thể | Tổng thể | Tổng thể | Tổng thể | Tổng thể | Tổng thể | Tổng thể | Sân nhà | Sân nhà | Sân nhà | Sân nhà | Sân nhà | Sân nhà | Sân khách | Sân khách | Sân khách | Sân khách | Sân khách | Sân khách |
| ST       | T        | H        | B        | BT       | BB       | HS       | Đ        | T       | H       | B       | BT      | BB      | HS      | T         | H         | B         | BT        | BB        | HS        |
| -------- | -------- | -------- | -------- | -------- | -------- | -------- | -------- | ------- | ------- | ------- | ------- | ------- | ------- | --------- | --------- | --------- | --------- | --------- | --------- |
| 32       | 27       | 3        | 2        | 90       | 24       | +66      | 84       | 14      | 1       | 1       | 53      | 13      | +40     | 13        | 2         | 1         | 37        | 11        | +26       |

Cập nhật lần cuối: ngày 31 tháng 3 năm 2018.

Nguồn: Premier League

#### Kết quả theo ngày thi đấu
| Vòng    | 1 | 2 | 3 | 4 | 5 | 6 | 7 | 8 | 9 | 10 | 11 | 12 | 13 | 14 | 15 | 16 | 17 | 18 | 19 | 20 | 21 | 22 | 23 | 24 | 25 | 26 | 27 | 28 | 29 | 30 | 31 | 32 | 33 | 34 | 35 | 36 | 37 | 38 |
| ------- | - | - | - | - | - | - | - | - | - | -- | -- | -- | -- | -- | -- | -- | -- | -- | -- | -- | -- | -- | -- | -- | -- | -- | -- | -- | -- | -- | -- | -- | -- | -- | -- | -- | -- | -- |
| Sân     | A | H | A | H | A | H | A | H | H | A  | H  | A  | A  | H  | H  | A  | A  | H  | H  | A  | A  | H  | A  | H  | H  | A  | H  | A  | H  | A  | A  | H  | A  | H  | A  | H  | H  | A  |
| Kết quả | W | D | W | W | W | W | W | W | W | W  | W  | W  | W  | W  | W  | W  | W  | W  | W  | W  | D  | W  | L  | W  | W  | D  | W  | W  | W  | W  | W  | L  | W  | W  | W  | D  | W  | W  |
| Vị trí  | 3 | 5 | 3 | 2 | 1 | 1 | 1 | 1 | 1 | 1  | 1  | 1  | 1  | 1  | 1  | 1  | 1  | 1  | 1  | 1  | 1  | 1  | 1  | 1  | 1  | 1  | 1  | 1  | 1  | 1  | 1  | 1  | 1  | 1  | 1  | 1  | 1  | 1  |

Lần cập nhật cuối: ngày 31 tháng 3 năm 2018.
Nguồn: 11v11

Nền: A = Sân khác; H = Sân nhà. Kết quả: D = Hòa L = Thua; W = Thắng; P = Bị hoãn.

#### Trận đấu
Vào ngày 14 tháng 6 năm 2017, kết quả Premier League của Manchester City được công bố.
| ngày 12 tháng 8 năm 2017 1 | Brighton & Hove Albion | 0–2      | Manchester City                                         | Falmer                                                                        |  |
| 17:30 BST                  |                        | Chi tiết | Jesus 29' · Agüero 70' · Dunk 75' (l.n.) · Sterling 82' | Sân vận động: Falmer Stadium Lượng khán giả: 30,415 Trọng tài: Michael Oliver |  |

| ngày 21 tháng 8 năm 2017 2 | Manchester City                             | 1–1      | Everton                                            | Manchester                                                                               |  |
| 20:00 BST                  | Walker 42' 44' · Kompany 78' · Sterling 82' | Chi tiết | Schneiderlin 7' 88' · Davies 24' · Rooney 35', 84' | Sân vận động: City of Manchester Stadium Lượng khán giả: 54,009 Trọng tài: Robert Madley |  |

| ngày 26 tháng 8 năm 2017 3 | Bournemouth                                                | 1–2      | Manchester City                                                                                 | Boscombe                                                             |  |
| 12:30 BST                  | Daniels 13' · Aké 23' · Cook 75' · Arter 85' · Smith 90+5' | Chi tiết | Jesus 21' · Kompany 56' · D. Silva 56' · Otamendi 67' · Mendy 79' · Sterling 90+3' 90+9', 90+7' | Sân vận động: Dean Court Lượng khán giả: 10,419 Trọng tài: Mike Dean |  |

| ngày 9 tháng 9 năm 2017 4 | Manchester City                                                                 | 5–0      | Liverpool                                 | Manchester                                                                               |  |
| 12:30 BST                 | Otamendi 6' · Agüero 24' · Fernandinho 28' · Jesus 45+6', 53' · Sané 77', 90+1' | Chi tiết | Alexander-Arnold 19' · Mané 37' · Can 80' | Sân vận động: City of Manchester Stadium Lượng khán giả: 54,172 Trọng tài: Jonathan Moss |  |

| ngày 16 tháng 9 năm 2017 5 | Watford                    | 0–6      | Manchester City                                                        | Watford                                                                      |  |
| 15:00 BST                  | Holebas 29' · Doucouré 40' | Chi tiết | Agüero 27', 31', 81' · Jesus 38' · Otamendi 63' · Sterling 89' (ph.đ.) | Sân vận động: Vicarage Road Lượng khán giả: 20,305 Trọng tài: Anthony Taylor |  |

| ngày 23 tháng 9 năm 2017 6 | Manchester City                                                                     | 5–0      | Crystal Palace | Manchester                                                                                |  |
| 15:00 BST                  | Mendy 25' · Sané 44', 75' · Sterling 51', 59' · Danilo 56' · Agüero 79' · Delph 89' | Chi tiết | Schlupp 76'    | Sân vận động: City of Manchester Stadium Lượng khán giả: 53,526 Trọng tài: Neil Swarbrick |  |

| ngày 30 tháng 9 năm 2017 7 | Chelsea | 0–1      | Manchester City                                | Fulham, London                                                                  |  |
| 17:30 BST                  |         | Chi tiết | Fernandinho 61' · De Bruyne 67' · Otamendi 89' | Sân vận động: Stamford Bridge Lượng khán giả: 41,530 Trọng tài: Martin Atkinson |  |

| ngày 14 tháng 10 năm 2017 8 | Manchester City                                                                          | 7–2      | Stoke City                                    | Manchester                                                                              |  |
| 15:00 BST                   | Jesus 17', 55' · Sterling 19' · D. Silva 27' · Fernandinho 60' · Sané 62' · B. Silva 79' | Chi tiết | Diouf 44' · Walker 47' (l.n.) · Afellay 90+2' | Sân vận động: City of Manchester Stadium Lượng khán giả: 54,128 Trọng tài: Craig Pawson |  |

| ngày 21 tháng 10 năm 2017 9 | Manchester City                                                     | 3–0      | Burnley                               | Manchester                                                                            |  |
| 15:00 BST                   | Sané 29', 75' · Agüero 30' (ph.đ.) · Fernandinho 44' · Otamendi 73' | Chi tiết | Tarkowski 29' · Cork 52' · Barnes 57' | Sân vận động: City of Manchester Stadium Lượng khán giả: 54,118 Trọng tài: Roger East |  |

| ngày 28 tháng 10 năm 2017 10 | West Bromwich Albion                                    | 2–3      | Manchester City                                                                     | West Bromwich                                                            |  |
| 15:00 BST                    | Rodriguez 13' · Evans 21' · Hegazi 72' · Phillips 90+2' | Chi tiết | Sané 10' · Fernandinho 15' · Jesus 60' · Sterling 64' · Otamendi 71' · Walker 90+4' | Sân vận động: The Hawthorns Lượng khán giả: 24,003 Trọng tài: Mike Jones |  |

| ngày 5 tháng 11 năm 2017 11 | Manchester City                                               | 3–1      | Arsenal                                                                                | Manchester                                                                                |  |
| 14:15 GMT                   | De Bruyne 19' · Agüero 50' (ph.đ.) · Otamendi 73' · Jesus 74' | Chi tiết | Monreal 49' · Lacazette 59' 65' · Koscielny 67' · Xhaka 75' · Sánchez 77' · Özil 90+1' | Sân vận động: City of Manchester Stadium Lượng khán giả: 54,286 Trọng tài: Michael Oliver |  |

| ngày 18 tháng 11 năm 2017 12 | Leicester City | 0–2      | Manchester City                        | Leicester                                                                       |  |
| 15:00 GMT                    | Maguire 83'    | Chi tiết | Kompany 3' · Jesus 45' · De Bruyne 49' | Sân vận động: King Power Stadium Lượng khán giả: 31,908 Trọng tài: Graham Scott |  |

| ngày 26 tháng 11 năm 2017 13 | Huddersfield Town                                                  | 1–2      | Manchester City                                                                 | Huddersfield                                                                  |  |
| 16:00 GMT                    | Otamendi 45+1' (l.n.) · Hogg 56' · Malone 64' · Van La Parra 90+6' | Chi tiết | Agüero 47' (ph.đ.) · Fernandinho 63' · Sterling 84' · D. Silva 86' · Sané 90+6' | Sân vận động: Kirklees Stadium Lượng khán giả: 24,121 Trọng tài: Craig Pawson |  |

| ngày 29 tháng 11 năm 2017 14 | Manchester City                              | 2–1      | Southampton          | Manchester                                                                              |  |
| 20:00 GMT                    | Kompany 36' · De Bruyne 47' · Sterling 90+6' | Chi tiết | Long 66' · Romeu 75' | Sân vận động: City of Manchester Stadium Lượng khán giả: 53,407 Trọng tài: Paul Tierney |  |

| ngày 3 tháng 12 năm 2017 15 | Manchester City                                           | 2–1      | West Ham United                       | Manchester                                                                           |  |
| 16:00 GMT                   | Otamendi 57' · De Bruyne 59' · D. Silva 83' · Jesus 90+5' | Chi tiết | Rice 17' · Ogbonna 44' · Adrián 90+4' | Sân vận động: City of Manchester Stadium Lượng khán giả: 54,203 Trọng tài: Mike Dean |  |

| ngày 10 tháng 12 năm 2017 16 | Manchester United                                       | 1–2      | Manchester City                             | Trafford                                                                    |  |
| 16:30 GMT                    | Rojo 36' · Rashford 45+2' 63' · Herrera 79' · Young 90' | Chi tiết | Walker 4' · D. Silva 43' 73' · Otamendi 54' | Sân vận động: Old Trafford Lượng khán giả: 74,847 Trọng tài: Michael Oliver |  |

| ngày 13 tháng 12 năm 2017 17 | Swansea City | 0–4      | Manchester City                                | Swansea                                                                        |  |
| 19:45 GMT                    |              | Chi tiết | D. Silva 27', 52' · De Bruyne 34' · Agüero 85' | Sân vận động: Liberty Stadium Lượng khán giả: 20,870 Trọng tài: Anthony Taylor |  |

| ngày 16 tháng 12 năm 2017 18 | Manchester City                                                             | 4–1      | Tottenham Hotspur                                                 | Manchester                                                                              |  |
| 17:30 GMT                    | Gündoğan 14' · Otamendi 38' · Delph 51' · De Bruyne 70' · Sterling 80', 90' | Chi tiết | Kane 52' · Dembélé 62' · Alli 68' · Sissoko 90+1' · Eriksen 90+3' | Sân vận động: City of Manchester Stadium Lượng khán giả: 54,214 Trọng tài: Craig Pawson |  |

| ngày 23 tháng 12 năm 2017 19 | Manchester City                             | 4–0      | AFC Bournemouth | Manchester                                                                            |  |
| 15:00 GMT                    | Agüero 27', 79' · Sterling 53' · Danilo 85' | Chi tiết | Smith 63'       | Sân vận động: City of Manchester Stadium Lượng khán giả: 54,270 Trọng tài: Mike Jones |  |

| ngày 27 tháng 12 năm 2017 20 | Newcastle United | 0–1      | Manchester City | Newcastle upon Tyne                                                           |  |
| 19:45 GMT                    | Gayle 75'        | Chi tiết | Sterling 31'    | Sân vận động: St James' Park Lượng khán giả: 52,311 Trọng tài: Andre Marriner |  |

| ngày 31 tháng 12 năm 2017 21 | Crystal Palace                                                         | 0–0      | Manchester City                                         | Selhurst, London                                                            |  |
| 12:00 GMT                    | Dann 16' · Van Aanholt 48' · Cabaye 67' · Kelly 90+2' · Puncheon 90+3' | Chi tiết | Sané 45+6' · Agüero 79' · Touré 90' · Fernandinho 90+1' | Sân vận động: Selhurst Park Lượng khán giả: 25,804 Trọng tài: Jonathan Moss |  |

| ngày 2 tháng 1 năm 2018 22 | Manchester City                                               | 3–1      | Watford                | Manchester                                                                           |  |
| 20:00 GMT                  | Sterling 1' · Kabasele 13' (l.n.) · D. Silva 24' · Agüero 63' | Chi tiết | Gray 82' · Pereyra 83' | Sân vận động: City of Manchester Stadium Lượng khán giả: 53,556 Trọng tài: Lee Mason |  |

| ngày 14 tháng 1 năm 2018 23 | Liverpool                                                                      | 4–3      | Manchester City                                                                          | Liverpool                                                              |  |
| 16:00 GMT                   | Oxlade-Chamberlain 9' · Firmino 59', 60' · Mané 61' · Salah 68' · Milner 90+3' | Chi tiết | Sané 40' · Otamendi 65' · Sterling 69' · Fernandinho 72' · B. Silva 84' · Gündoğan 90+1' | Sân vận động: Anfield Lượng khán giả: 53,285 Trọng tài: Andre Marriner |  |

| ngày 20 tháng 1 năm 2018 24 | Manchester City              | 3–1      | Newcastle United       | Manchester                                                                              |  |
| 17:30 GMT                   | Agüero 34', 63' (ph.đ.), 83' | Chi tiết | Murphy 67' · Clark 78' | Sân vận động: City of Manchester Stadium Lượng khán giả: 54,452 Trọng tài: Paul Tierney |  |

| ngày 31 tháng 1 năm 2018 25 | Manchester City                                             | 3–0      | West Bromwich Albion                    | Manchester                                                                              |  |
| 20:00 GMT                   | Fernandinho 19' · D. Silva 32' · De Bruyne 68' · Agüero 89' | Chi tiết | McClean 69' · Rondón 75' · Phillips 85' | Sân vận động: City of Manchester Stadium Lượng khán giả: 53,241 Trọng tài: Bobby Madley |  |

| ngày 3 tháng 2 năm 2018 26 | Burnley                                                        | 1–1      | Manchester City           | Burnley                                                                   |  |
| 12:30 GMT                  | Long 38' · Cork 42' · Mee 73' · Guðmundsson 82' · Barnes 90+3' | Chi tiết | Danilo 22' · Gündoğan 64' | Sân vận động: Turf Moor Lượng khán giả: 21,658 Trọng tài: Martin Atkinson |  |

| ngày 10 tháng 2 năm 2018 27 | Manchester City                                                      | 5–1      | Leicester City                           | Manchester                                                                            |  |
| 17:30 GMT                   | Sterling 3' · Agüero 48', 53', 77', 90' · Gündoğan 73' · Laporte 83' | Chi tiết | Vardy 24', 83' · Ndidi 71' · Maguire 89' | Sân vận động: City of Manchester Stadium Lượng khán giả: 54,416 Trọng tài: Mike Jones |  |

| ngày 1 tháng 3 năm 2018 28 | Arsenal       | 0–3      | Manchester City                                       | Holloway, London                                                                |  |
| 19:45 GMT                  | Kolašinac 32' | Chi tiết | B. Silva 15' · Otamendi 19' · D. Silva 28' · Sané 33' | Sân vận động: Emirates Stadium Lượng khán giả: 58,420 Trọng tài: Andre Marriner |  |

| ngày 4 tháng 3 năm 2018 29 | Manchester City                             | 1–0      | Chelsea     | Manchester                                                                                |  |
| 16:00 GMT                  | Zinchenko 24' · B. Silva 46' · Gündoğan 47' | Chi tiết | Rüdiger 57' | Sân vận động: City of Manchester Stadium Lượng khán giả: 54,328 Trọng tài: Michael Oliver |  |

| ngày 12 tháng 3 năm 2018 30 | Stoke City | 0–2      | Manchester City   | Stoke-on-Trent                                                               |  |
| 20:00 GMT                   | Allen 73'  | Chi tiết | D. Silva 10', 50' | Sân vận động: Bet365 Stadium Lượng khán giả: 29,138 Trọng tài: Jonathan Moss |  |

| ngày 31 tháng 3 năm 2018 31 | Everton     | 1–3      | Manchester City                    | Liverpool                                                                  |  |
| 17:30 BST                   | Bolasie 63' | Chi tiết | Sané 4' · Jesus 12' · Sterling 37' | Sân vận động: Goodison Park Lượng khán giả: 39,221 Trọng tài: Paul Tierney |  |

| ngày 7 tháng 4 năm 2018 32 | Manchester City                                                                                              | 2–3      | Manchester United                                             | Manchester                                                                                 |  |
| 17:30 BST                  | Kompany 25', 90+2' · Gündoğan 30' · Sterling 63' · Fernandinho 79' · Agüero 79' · Danilo 90+1' · Jesus 90+3' | Chi tiết | Herrera 37' · Lukaku 45' · Pogba 53', 55', 81' · Smalling 69' | Sân vận động: City of Manchester Stadium Lượng khán giả: 54,259 Trọng tài: Martin Atkinson |  |

| ngày 14 tháng 4 năm 2018 33 | Tottenham Hotspur                                   | 1–3      | Manchester City                                                                                  | Wembley, London                                                               |  |
| 19:45 BST                   | Lloris 24' · Davies 27' · Eriksen 42' · Dembélé 70' | Chi tiết | Jesus 22', 45+1' · Gündoğan 25' (ph.đ.) · De Bruyne 41' · Kompany 66' · Sterling 72' · Delph 77' | Sân vận động: Wembley Stadium Lượng khán giả: 80,811 Trọng tài: Jonathan Moss |  |

| ngày 22 tháng 4 năm 2018 34 | Manchester City                                                        | 5–0      | Swansea City | Manchester                                                                              |  |
| 16:30 BST                   | D. Silva 12' · Sterling 16' · De Bruyne 54' · B. Silva 64' · Jesus 88' | Chi tiết | Olsson 40'   | Sân vận động: City of Manchester Stadium Lượng khán giả: 54,387 Trọng tài: Craig Pawson |  |

| ngày 29 tháng 4 năm 2018 35 | West Ham United | 1–4      | Manchester City                                                             | Stratford, London                                                             |  |
| 14:15 BST                   | Cresswell 42'   | Chi tiết | Sané 13' · Zabaleta 27' (l.n.) · Otamendi 37' · Jesus 53' · Fernandinho 64' | Sân vận động: London Stadium Lượng khán giả: 56,904 Trọng tài: Neil Swarbrick |  |

| ngày 6 tháng 5 năm 2018 36 | Manchester City | 0–0      | Huddersfield Town                       | Manchester                                                    |  |
| 12:30 BST                  |                 | Chi tiết | Smith 66' · Löwe 76' · Van La Parra 87' | Sân vận động: City of Manchester Stadium Trọng tài: Mike Dean |  |

| ngày 9 tháng 5 năm 2018 37 | Manchester City                             | 3–1      | Brighton & Hove Albion | Manchester                                                                              |  |
| 20:00 BST                  | Danilo 16' · B. Silva 34' · Fernandinho 72' | Chi tiết | Ulloa 20' · Duffy 37'  | Sân vận động: City of Manchester Stadium Lượng khán giả: 54,013 Trọng tài: Paul Tierney |  |

| ngày 13 tháng 5 năm 2018 38 | Southampton                                     | 0–1      | Manchester City                    | Southampton                                                                      |  |
| 15:00 BST                   | Ward-Prowse 71' · Cédric 90+1' · Højbjerg 90+1' | Chi tiết | Jesus 90+4', 90+4' · Ederson 90+4' | Sân vận động: St Mary's Stadium Lượng khán giả: 31,882 Trọng tài: Andre Marriner |  |

### Cúp FA
Manchester City mở đầu chiến dịch thi đấu tại cúp FA khi tiếp đón Burnley trên sân nhà Etihad. Tại vòng 4 họ giành chiến thắng trước Cardiff City ở vòng 4. Tại vòng 5, Manchester City bị loại khi thi đấu Wigan Athletic trên sân khách.
| ngày 6 tháng 1 năm 2018 Third round | Manchester City                                        | 4–1      | Burnley                              | Manchester                                                                              |  |
| 15:00 GMT                           | Danilo 49' · Agüero 56', 58' · Sané 71' · B. Silva 82' | Chi tiết | Barnes 25' · Westwood 57' · Cork 69' | Sân vận động: City of Manchester Stadium Lượng khán giả: 53,285 Trọng tài: Graham Scott |  |

| ngày 28 tháng 1 năm 2018 Fourth round | Cardiff City                  | 0–2      | Manchester City                               | Cardiff                                                                        |  |
| 16:00 GMT                             | Bennett 45' 90+2' · Manga 77' | Chi tiết | De Bruyne 8' · Sterling 37' · Fernandinho 80' | Sân vận động: Cardiff City Stadium Lượng khán giả: 32,339 Trọng tài: Lee Mason |  |

| ngày 19 tháng 2 năm 2018 Fifth round | Wigan Athletic                                                           | 1–0      | Manchester City | Wigan                                                                     |  |
| 19:55 GMT                            | Massey 59' · Fulton 69' · Elder 71' · Grigg 79' · Walton 84' · Power 90' | Chi tiết | Delph 45+2'     | Sân vận động: DW Stadium Lượng khán giả: 19,242 Trọng tài: Anthony Taylor |  |

### Cúp EFL
Manchester City được đặc cách bắt đầu thi đấu ở vòng 3 và phải gặp West Bromwich Albion. Tại vòng 4, họ tiếp đón Wolverhampton Wanderers  tại Sân nhà nơi họ giành chiến thắng trên luân lưu sau 120 phút không bàn thắng. Tại vòng tứ kết, họ thi đấu Leicester City trên sân khách nơi họ tiếp tục giành chiến thắng trên chấm luân lưu.  Ở bán kết (nơi thi đấu theo thể thức sân nhà - sân khách) và gặp Bristol City, họ giành chiến thắng với tổng tỉ số 5-3 sau lượt thi đấu đầu tiên ở sân nhà Etihad còn lượt thi đấu thứ hai tại Bristol . Ở chung kết trên sân Wembley, Manchester City đã giành chiến thắng thuyết phục với tỉ số 3-0 trước Arsenal. Qua đó vô địch cúp EFL và là danh hiệu đầu tiên Pep Guardiola giành được với đội bóng.
| ngày 20 tháng 9 năm 2017 Third round | West Bromwich Albion | 1–2      | Manchester City                                           | West Bromwich                                                            |  |
| 20:00 BST                            | Yacob 54', 72'       | Chi tiết | Sané 3', 77', 59' · Delph 45' · Sterling 66' · Danilo 85' | Sân vận động: The Hawthorns Lượng khán giả: 14,953 Trọng tài: Mike Jones |  |

| ngày 24 tháng 10 năm 2017 Fourth round | Manchester City | 0–0 (s.h.p.) (4–1 p)       | Wolverhampton Wanderers | Manchester                                                                              |  |
| 20:00 BST                              | Touré 92'       | Chi tiết                   | Price 82' · Bennett 84' | Sân vận động: City of Manchester Stadium Lượng khán giả: 50,755 Trọng tài: Kevin Friend |  |
|                                        |                 | Loạt sút luân lưu          |                         |                                                                                         |  |
| De Bruyne · Touré · Sané · Agüero      |                 | Bonatini · N'Diaye · Coady |                         |                                                                                         |  |

| ngày 19 tháng 12 năm 2017 Quarter-finals  | Leicester City                                     | 1–1 (s.h.p.) (3–4 p)              | Manchester City                                         | Leicester                                                                       |  |
| 19:45 GMT                                 | Iheanacho 23' · Vardy 90+7' (ph.đ.) · Maguire 105' | Chi tiết                          | B. Silva 26' · Gündoğan 61' · Danilo 90+6' · Walker 96' | Sân vận động: King Power Stadium Lượng khán giả: 31,562 Trọng tài: Bobby Madley |  |
|                                           |                                                    | Loạt sút luân lưu                 |                                                         |                                                                                 |  |
| Fuchs · Maguire · Iborra · Vardy · Mahrez |                                                    | Gündoğan · Touré · Nmecha · Jesus |                                                         |                                                                                 |  |

| ngày 9 tháng 1 năm 2018 Semi-finals 1st leg | Manchester City              | 2–1      | Bristol City                                         | Manchester                                                                                |  |
| 19:45 GMT                                   | De Bruyne 55' · Agüero 90+2' | Chi tiết | Reid 44' (ph.đ.) · Flint 56' · Smith 58' · Bryan 60' | Sân vận động: City of Manchester Stadium Lượng khán giả: 43,426 Trọng tài: Anthony Taylor |  |

| ngày 23 tháng 1 năm 2018 Semi-finals 2nd leg | Bristol City           | 2–3 (TTS 3–5) | Manchester City                                                            | Bristol                                                                          |  |
| 19:45 GMT                                    | Pack 64' · Flint 90+4' | Chi tiết      | Fernandinho 21' · Sané 43' · Agüero 49' · D. Silva 90+5' · De Bruyne 90+6' | Sân vận động: Ashton Gate Stadium Lượng khán giả: 26,003 Trọng tài: Graham Scott |  |

| ngày 25 tháng 2 năm 2018 Final | Arsenal                                                 | 0–3      | Manchester City                                                | Wembley                                                                      |  |
| 16:30 GMT                      | Bellerín 24' · Ramsey 32' · Chambers 47' · Wilshere 88' | Chi tiết | Agüero 18' · Fernandinho 36' · Kompany 58', 80' · D. Silva 65' | Sân vận động: Wembley Stadium Lượng khán giả: 85,671 Trọng tài: Craig Pawson |  |

### UEFA Champions League
Vào ngày 24 tháng 8 năm 2017, Manchester City được xếp vào bảng F cùng Shakhtar Donetsk, Napoli và Feyenoord. Manchester City đã đứng đầu bảng với thành tích 5 thắng 1 thua và gặp câu lạc bộ Basel từ giải Swiss Super League trong vòng Knockout 16 đội.

#### Vòng Bảng
| VT | Đội              | ST | T | H | B | BT | BB | HS | Đ  | Giành quyền tham dự                 |
| -- | ---------------- | -- | - | - | - | -- | -- | -- | -- | ----------------------------------- |
| 1  | Manchester City  | 6  | 5 | 0 | 1 | 14 | 5  | +9 | 15 | Đi tiếp vào vòng đấu loại trực tiếp |
| 2  | Shakhtar Donetsk | 6  | 4 | 0 | 2 | 9  | 9  | 0  | 12 | Đi tiếp vào vòng đấu loại trực tiếp |
| 3  | Napoli           | 6  | 2 | 0 | 4 | 11 | 11 | 0  | 6  | Chuyển qua Europa League            |
| 4  | Feyenoord        | 6  | 1 | 0 | 5 | 5  | 14 | −9 | 3  |                                     |

| ngày 13 tháng 9 năm 2017 Matchday 1 | Feyenoord                                                | 0–4      | Manchester City                                         | Rotterdam, Netherlands                                                            |  |
| 19:45 BST                           | St. Juste 38' · Kramer 40' · Vilhena 41' · Botteghin 66' | Chi tiết | Stones 2', 63' · Agüero 10' · De Bruyne 15' · Jesus 25' | Sân vận động: De Kuip Lượng khán giả: 43,500 Trọng tài: Szymon Marciniak (Poland) |  |

| ngày 26 tháng 9 năm 2017 Matchday 2 | Manchester City              | 2–0      | Shakhtar Donetsk | Manchester, Anh                                                                                   |  |
| 19:45 BST                           | De Bruyne 48' · Sterling 90' | Chi tiết | Ordets 66'       | Sân vận động: City of Manchester Stadium Lượng khán giả: 45,310 Trọng tài: Jorge Sousa (Portugal) |  |

| ngày 17 tháng 10 năm 2017 Matchday 3 | Manchester City                                                        | 2–1      | Napoli                                        | Manchester, Anh                                                                                        |  |
| 19:45 BST                            | Sterling 9' · Jesus 13' · Walker 37' · De Bruyne 44' · Fernandinho 72' | Chi tiết | Diawara 73' (ph.đ.) · Albiol 74' · Maggio 79' | Sân vận động: City of Manchester Stadium Lượng khán giả: 48,520 Trọng tài: Antonio Mateu Lahoz (Spain) |  |

| ngày 1 tháng 11 năm 2017 Matchday 4 | Napoli                                                               | 2–4      | Manchester City                                                | Napoli, Ý                                                                                    |  |
| 19:45 GMT                           | Insigne 21' · Jorginho 62' (ph.đ.) · Mertens 90+4' · Koulibaly 90+4' | Chi tiết | Otamendi 34', 90+1' · Stones 48' · Agüero 69' · Sterling 90+2' | Sân vận động: Sân vận động San Paolo Lượng khán giả: 44.483 Trọng tài: Felix Brych (Germany) |  |

| ngày 21 tháng 11 năm 2017 Matchday 5 | Manchester City                                         | 1–0      | Feyenoord                               | Manchester, Anh                                                                                     |  |
| 19:45 GMT                            | Mangala 59' · De Bruyne 60' · Danilo 86' · Sterling 88' | Chi tiết | Vilhena 56' · Jones 74' · Toornstra 79' | Sân vận động: City of Manchester Stadium Lượng khán giả: 43,548 Trọng tài: Ivan Kružliak (Slovakia) |  |

| ngày 6 tháng 12 năm 2017 Matchday 6 | Shakhtar Donetsk                          | 2–1      | Manchester City                                  | Kharkiv, Ukraine                                                                              |  |
| 19:45 GMT                           | Bernard 26' · Ismaily 32' · Rakitskiy 54' | Chi tiết | Danilo 22' · Gündoğan 57' · Agüero 90+2' (ph.đ.) | Sân vận động: Sân vận động Metalist Lượng khán giả: 33,154 Trọng tài: Benoît Bastien (France) |  |

Notes
1. ↑  Shakhtar Donetsk played their home matches at Sân vận động Metalist, Kharkiv, instead of their regular stadium Donbass Arena, Donetsk, due to the war conditions in Eastern Ukraine.

#### Vòng knockout

##### Round of 16
| ngày 13 tháng 2 năm 2018 First leg | Basel                     | 0–4      | Manchester City                                                      | Basel, Switzerland                                                                        |  |
| 20:45 CET                          | Xhaka 38' · Serey Dié 89' | Chi tiết | Gündoğan 14', 53', 89' · B. Silva 18' · Agüero 23' · Fernandinho 59' | Sân vận động: St. Jakob-Park Lượng khán giả: 36,000 Trọng tài: Jonas Eriksson (Thụy Điển) |  |

| ngày 7 tháng 3 năm 2018 Second leg | Manchester City | 1–2 (TTS 5–2) | Basel                                    | Manchester, Anh                                                                                          |  |
| 20:45 CET                          | Jesus 8', 77'   | Chi tiết      | Elyounoussi 17' · Lacroix 44' · Lang 72' | Sân vận động: City of Manchester Stadium Lượng khán giả: 49,411 Trọng tài: Pavel Královec (Cộng hòa Séc) |  |

##### Quarter-finals
| ngày 4 tháng 4 năm 2018 First leg | Liverpool                                                     | 3–0      | Manchester City                                             | Liverpool, Anh                                                                |  |
| 19:45 BST                         | Salah 12' · Oxlade-Chamberlain 21' · Mané 31' · Henderson 86' | Chi tiết | Otamendi 45+3' · Jesus 76' · De Bruyne 80' · Sterling 90+3' | Sân vận động: Anfield Lượng khán giả: 50,685 Trọng tài: Felix Brych (Germany) |  |

| ngày 10 tháng 4 năm 2018 Second leg | Manchester City                       | 1-2 (TTS 1-5) | Liverpool                                                                     | Manchester, Anh                                                                                        |  |
| 19:45 BST                           | Jesus 2' · Ederson 14' · B. Silva 30' |               | Mané 14' · Alexander-Arnold 29' · Firmino 35', 77' · Salah 56' · Van Dijk 65' | Sân vận động: City of Manchester Stadium Lượng khán giả: 53,461 Trọng tài: Antonio Mateu Lahoz (Spain) |  |

## Đội hình

### Đội hình chính
| S  | Vị trí   | Quốc tịch | Tên                          | Tuổi | EU     | Kể từ | Số trận | Bàn thắng | Kết thúc | Giá chuyển nhượng | Ghi chú                                           |
| -- | -------- | --------- | ---------------------------- | ---- | ------ | ----- | ------- | --------- | -------- | ----------------- | ------------------------------------------------- |
| 1  | [[\|GK]] | CHL       | Claudio Bravo                | 41   | EU     | 2016  | 41      | 0         | 2020     | £15.4M            | Second nationality: Spain                         |
| 2  | RB       | ENG       | Kyle Walker                  | 34   | EU     | 2017  | 44      | 0         | 2022     | £45M              |                                                   |
| 3  | RB       | BRA       | Danilo                       | 33   | Non-EU | 2017  | 33      | 2         | 2022     | £26.5M            |                                                   |
| 4  | CB       | BEL       | Vincent Kompany (đội trưởng) | 38   | EU     | 2008  | 330     | 18        | 2019     | £6M               |                                                   |
| 5  | CB       | ENG       | John Stones                  | 30   | EU     | 2016  | 67      | 5         | 2022     | £47.5M            |                                                   |
| 7  | RW       | ENG       | Raheem Sterling              | 30   | EU     | 2015  | 133     | 42        | 2020     | £44M              |                                                   |
| 8  | CM       | GER       | İlkay Gündoğan               | 34   | EU     | 2016  | 56      | 9         | 2020     | £20M              |                                                   |
| 10 | ST       | ARG       | Sergio Agüero                | 36   | EU     | 2011  | 290     | 199       | 2020     | £31.5M            | Leading all time goalscorer for the club          |
| 14 | CB       | FRA       | Aymeric Laporte              | 30   | EU     | 2018  | 7       | 0         | 2023     | £57M              | Record signing                                    |
| 15 | CB       | FRA       | Eliaquim Mangala             | 34   | EU     | 2014  | 79      | 0         | 2019     | £42M              | Loaned out to Everton on ngày 31 tháng 1 năm 2018 |
| 17 | AM       | BEL       | Kevin De Bruyne              | 33   | EU     | 2015  | 135     | 34        | 2023     | £54.5M            |                                                   |
| 18 | CM       | ENG       | Fabian Delph                 | 35   | EU     | 2015  | 63      | 5         | 2020     | £8M               |                                                   |
| 19 | LW       | GER       | Leroy Sané                   | 29   | EU     | 2016  | 79      | 22        | 2021     | £37M              |                                                   |
| 20 | RM       | POR       | Bernardo Silva               | 30   | EU     | 2017  | 46      | 7         | 2022     | £43.5M            |                                                   |
| 21 | AM       | ESP       | David Silva                  | 39   | EU     | 2010  | 341     | 60        | 2020     | £24M              |                                                   |
| 22 | LB       | FRA       | Benjamin Mendy               | 30   | EU     | 2017  | 5       | 0         | 2022     | £52M              |                                                   |
| 24 | CB       | ENG       | Tosin Adarabioyo             | 27   | EU     | 2003  | 8       | 0         | 2021     | 0Youth system     | Academy graduate                                  |
| 25 | DM       | BRA       | Fernandinho                  | 39   | Non-EU | 2013  | 225     | 20        | 2020     | £30M              |                                                   |
| 30 | CB       | ARG       | Nicolás Otamendi             | 37   | Non-EU | 2015  | 131     | 7         | 2022     | £28M              |                                                   |
| 31 | [[\|GK]] | BRA       | Ederson                      | 31   | EU     | 2017  | 39      | 0         | 2022     | £34.9M            | Second nationality: Portugal                      |
| 33 | ST       | BRA       | Gabriel Jesus                | 27   | Non-EU | 2017  | 45      | 19        | 2021     | £27M              |                                                   |
| 35 | AM       | UKR       | Oleksandr Zinchenko          | 28   | Non-EU | 2016  | 13      | 0         | 2021     | £1.7M             |                                                   |
| 42 | CM       | CIV       | Yaya Touré                   | 41   | Non-EU | 2010  | 312     | 82        | 2018     | £24M              |                                                   |
| 43 | [[\|FW]] | ENG       | Lukas Nmecha                 | 26   | EU     | 2007  | 1       | 0         | 2021     | 0Youth system     | Academy graduate                                  |
| 47 | AM       | ENG       | Phil Foden                   | 24   | EU     | 2008  | 8       | 0         | 2020     | 0Youth system     | Academy graduate                                  |
| 55 | AM       | ESP       | Brahim Díaz                  | 25   | EU     | 2015  | 9       | 0         | 2019     | £0.2M             | Academy graduate                                  |

Cập nhật lần cuối: ngày 4 tháng 4 năm 2018
Nguồn: mancity.com

 
Ordered by squad number.
Appearances include league and cup appearances, including as substitute.

## Thống kê

### Thống kê đội hình
Tính đến match played ngày 4 tháng 4 năm 2018
Appearances (Apps.) numbers are for appearances in competitive games only including sub appearances

Red card numbers denote: Numbers in parentheses represent red cards overturned for wrongful dismissal.
| No.       | Nat.        | Player              | Pos.      | Premier League | Premier League | Premier League | Premier League | FA Cup | FA Cup | FA Cup   | FA Cup | League Cup | League Cup | League Cup | League Cup | Champions League | Champions League | Champions League | Champions League | Total | Total | Total    | Total  |
| No.       | Nat.        | Player              | Pos.      | Apps           |                | Thẻ vàng       | Thẻ đỏ         | Apps   |        | Thẻ vàng | Thẻ đỏ | Apps       |            | Thẻ vàng   | Thẻ đỏ     | Apps             |                  | Thẻ vàng         | Thẻ đỏ           | Apps  |       | Thẻ vàng | Thẻ đỏ |
| --------- | ----------- | ------------------- | --------- | -------------- | -------------- | -------------- | -------------- | ------ | ------ | -------- | ------ | ---------- | ---------- | ---------- | ---------- | ---------------- | ---------------- | ---------------- | ---------------- | ----- | ----- | -------- | ------ |
| 1         | Chile       | Claudio Bravo       | GK        | 1              |                |                |                | 3      |        |          |        | 6          |            |            |            | 1                |                  |                  |                  | 11    |       |          |        |
| 2         | Anh         | Kyle Walker         | DF        | 29             |                | 2              | 1              | 3      |        |          |        | 6          |            | 1          |            | 6                |                  | 1                |                  | 44    |       | 4        | 1      |
| 3         | Brasil      | Danilo              | DF        | 18             | 2              | 1              |                | 3      |        | 1        |        | 6          |            | 2          |            | 6                |                  | 2                |                  | 33    | 2     | 6        |        |
| 4         | Bỉ          | Vincent Kompany     | DF        | 13             |                | 4              |                | 1      |        |          |        | 1          | 1          | 1          |            | 2                |                  |                  |                  | 17    | 1     | 5        |        |
| 5         | Anh         | John Stones         | DF        | 16             |                |                |                | 2      |        |          |        | 4          |            |            |            | 5                | 3                |                  |                  | 27    | 3     |          |        |
| 7         | Anh         | Raheem Sterling     | FW        | 27             | 16             | 2              | 1              | 2      | 1      |          |        | 4          |            | 1          |            | 7                | 4                | 1                |                  | 38    | 21    | 4        | 1      |
| 8         | Đức         | İlkay Gündoğan      | MF        | 23             | 2              | 3              |                | 3      |        |          |        | 6          |            | 1          |            | 8                | 2                | 2                |                  | 40    | 4     | 6        |        |
| 10        | Argentina   | Sergio Agüero       | FW        | 24             | 21             | 1              |                | 3      | 2      |          |        | 4          | 3          |            |            | 6                | 4                |                  |                  | 37    | 30    | 1        |        |
| 14        | Pháp        | Aymeric Laporte     | DF        | 4              |                | 1              |                | 1      |        |          |        |            |            |            |            | 2                |                  |                  |                  | 7     |       | 1        |        |
| 15        | Pháp        | Eliaquim Mangala    | DF        | 9              |                |                |                |        |        |          |        | 4          |            |            |            | 2                |                  | 1                |                  | 15    |       | 1        |        |
| 17        | Bỉ          | Kevin De Bruyne     | MF        | 31             | 7              | 1              |                | 3      | 1      |          |        | 4          | 2          |            |            | 7                | 1                | 4                |                  | 45    | 11    | 5        |        |
| 18        | Anh         | Fabian Delph        | MF        | 16             | 1              | 1              |                | 1      |        |          | 1      | 1          |            | 1          |            | 5                |                  |                  |                  | 23    | 1     | 2        | 1      |
| 19        | Đức         | Leroy Sané          | FW        | 26             | 9              | 4              |                | 3      | 1      |          |        | 5          | 3          | 1          |            | 8                |                  |                  |                  | 42    | 13    | 5        |        |
| 20        | Bồ Đào Nha  | Bernardo Silva      | MF        | 29             | 4              |                |                | 3      | 1      |          |        | 6          | 1          |            |            | 8                | 1                |                  |                  | 46    | 7     |          |        |
| 21        | Tây Ban Nha | David Silva         | MF        | 25             | 8              | 5              |                | 2      |        |          |        | 2          | 1          | 1          |            | 6                |                  |                  |                  | 35    | 9     | 6        |        |
| 22        | Pháp        | Benjamin Mendy      | DF        | 4              |                | 2              |                |        |        |          |        |            |            |            |            | 1                |                  |                  |                  | 5     |       | 2        |        |
| 24        | Anh         | Tosin Adarabioyo    | DF        |                |                |                |                |        |        |          |        | 2          |            |            |            | 2                |                  |                  |                  | 4     |       |          |        |
| 25        | Brasil      | Fernandinho         | MF        | 29             | 3              | 6              |                | 3      |        | 1        |        | 3          |            | 2          |            | 7                |                  | 2                |                  | 42    | 3     | 11       |        |
| 30        | Argentina   | Nicolás Otamendi    | DF        | 30             | 4              | 8              |                | 2      |        |          |        | 2          |            |            |            | 7                | 1                | 2                |                  | 41    | 5     | 10       |        |
| 31        | Brasil      | Ederson             | GK        | 31             |                |                |                |        |        |          |        |            |            |            |            | 8                |                  |                  |                  | 39    |       |          |        |
| 33        | Brasil      | Gabriel Jesus       | FW        | 22             | 9              | 3              |                |        |        |          |        | 4          |            |            |            | 8                | 3                | 2                |                  | 34    | 12    | 5        |        |
| 35        | Ukraina     | Oleksandr Zinchenko | MF        | 7              |                | 1              |                | 1      |        |          |        | 4          |            |            |            | 1                |                  |                  |                  | 13    |       | 1        |        |
| 42        | Bờ Biển Ngà | Yaya Touré          | MF        | 6              |                | 1              |                |        |        |          |        | 4          |            | 1          |            | 3                |                  |                  |                  | 13    |       | 2        |        |
| 43        | Anh         | Lukas Nmecha        | FW        |                |                |                |                |        |        |          |        | 1          |            |            |            |                  |                  |                  |                  | 1     |       |          |        |
| 47        | Anh         | Phil Foden          | MF        | 3              |                |                |                |        |        |          |        | 2          |            |            |            | 3                |                  |                  |                  | 8     |       |          |        |
| 55        | Tây Ban Nha | Brahim Diaz         | MF        | 3              |                |                |                | 1      |        |          |        | 1          |            |            |            | 3                |                  |                  |                  | 8     |       |          |        |
| 72        | Anh         | Tom Dele-Bashiru    | MF        |                |                |                |                |        |        |          |        | 1          |            |            |            |                  |                  |                  |                  | 1     |       |          |        |
| Own goals | Own goals   | Own goals           | Own goals |                | 2              |                |                |        |        |          |        |            |            |            |            |                  |                  |                  |                  |       | 2     |          |        |
| Totals    | Totals      | Totals              | Totals    | Totals         | 88             | 46             | 2              |        | 6      | 2        | 1      |            | 11         | 12         | 0          |                  | 19               | 17               | 0                |       | 124   | 77       | 3      |

### Cầu thủ ghi bàn thắng
Tính đến match played ngày 31 tháng 3 năm 2018
Includes all competitive matches. The list is sorted alphabetically by surname when total goals are equal.
| Số            | Vị trí        | Cầu thủ          | Premier League | FA Cup | League Cup | Champions League | TỔNG SỐ |
| ------------- | ------------- | ---------------- | -------------- | ------ | ---------- | ---------------- | ------- |
| 10            | FW            | Sergio Agüero    | 21             | 2      | 3          | 4                | 30      |
| 7             | MF            | Raheem Sterling  | 16             | 1      | 0          | 4                | 21      |
| 19            | FW            | Leroy Sané       | 9              | 1      | 3          | 0                | 13      |
| 33            | FW            | Gabriel Jesus    | 9              | 0      | 0          | 3                | 12      |
| 17            | MF            | Kevin De Bruyne  | 7              | 1      | 2          | 1                | 11      |
| 21            | MF            | David Silva      | 8              | 0      | 1          | 0                | 9       |
| 20            | MF            | Bernardo Silva   | 4              | 1      | 1          | 1                | 7       |
| 30            | DF            | Nicolás Otamendi | 4              | 0      | 0          | 1                | 5       |
| 8             | MF            | İlkay Gündoğan   | 2              | 0      | 0          | 2                | 4       |
| 25            | MF            | Fernandinho      | 3              | 0      | 0          | 0                | 3       |
| 5             | DF            | John Stones      | 0              | 0      | 0          | 3                | 3       |
| 3             | DF            | Danilo           | 2              | 0      | 0          | 0                | 2       |
| 18            | MF            | Fabian Delph     | 1              | 0      | 0          | 0                | 1       |
| 4             | DF            | Vincent Kompany  | 0              | 0      | 1          | 0                | 1       |
| Phản lưới nhà | Phản lưới nhà | Phản lưới nhà    | 2              | 0      | 0          | 0                | 2       |
| Tổng số       | Tổng số       | Tổng số          | 88             | 6      | 11         | 19               | 124     |

### Giữ sạch lưới
Tính đến match played ngày 12 tháng 3 năm 2018
The list is sorted by shirt number when total clean sheets are equal. Numbers in parentheses represent games where both goalkeepers participated and both kept a clean sheet; the number in parentheses is awarded to the goalkeeper who was substituted on, whilst a full clean sheet is awarded to the goalkeeper who was on the field at the start of play.
| Số      | Cầu thủ        | Premier League | FA Cup | League Cup | Champions League | TỔNG SỐ |
| ------- | -------------- | -------------- | ------ | ---------- | ---------------- | ------- |
| 31      | Ederson Moraes | 14             | 0      | 0          | 4                | 18      |
| 1       | Claudio Bravo  | (1)            | 1      | 2          | 0                | 3 (1)   |
| Tổng số | Tổng số        | 15 (1)         | 1      | 2          | 4                | 21 (1)  |

## Giải thưởng

### EtihadCầu thủ của Tháng
| Tháng    | Cầu thủ          |
| -------- | ---------------- |
| Tháng 8  | Raheem Sterling  |
| Tháng 9  | Kevin De Bruyne  |
| Tháng 10 | Kevin De Bruyne  |
| Tháng 11 | Raheem Sterling  |
| Tháng 12 | Nicolás Otamendi |
| Tháng 1  | Kevin De Bruyne  |
| Tháng 2  | Sergio Agüero    |

### Cầu thủ Ngoại hạng Anh xuất sắc nhất tháng
| Tháng    | Cầu thủ       |
| -------- | ------------- |
| Tháng 10 | Leroy Sané    |
| Tháng 1  | Sergio Agüero |

### Huấn luyện viên Ngoại hạng Anh xuất sắc nhất tháng
In December 2017, Pep Guardiola became the first manager in Premier League history to be awarded four consecutive Manager of the Month awards.
| Tháng    | Huấn luyện viên |
| -------- | --------------- |
| Tháng 9  | Pep Guardiola   |
| Tháng 10 | Pep Guardiola   |
| Tháng 11 | Pep Guardiola   |
| Tháng 12 | Pep Guardiola   |

### Đội bóng UEFA xuất sắc nhất năm
| Năm  | Cầu thủ         |
| ---- | --------------- |
| 2017 | Kevin De Bruyne |

### BBC Young Sports Personality of the Year
| Năm  | Người chiến thắng | Thành tích                                                                                             |
| ---- | ----------------- | --- |
| 2017 | Phil Foden        | Won the Golden Ball as the best player at the FIFA U-17 World Cup, helping England win the tournament. |

### Alan Hardaker Trophy
| Năm  | Người chiến thắng | Thành tích                                                  |
| ---- | ----------------- | ----------------------------------------------------------- |
| 2018 | Vincent Kompany   | Was named man of the match in the Chung kết Cúp EFL 2017-18 |

## Chuyển nhượng và cho mượn

### Gia nhập
| Date                     | Position | No. | Player          | From club         | Transfer fee |
| ------------------------ | -------- | --- | --------------- | ----------------- | ------------ |
| ngày 1 tháng 7 năm 2017  | MF       | 20  | Bernardo Silva  | Monaco            | £43m         |
| ngày 1 tháng 7 năm 2017  | GK       | 31  | Ederson         | Benfica           | £34.9m       |
| ngày 14 tháng 7 năm 2017 | DF       | 2   | Kyle Walker     | Tottenham Hotspur | £45m         |
| ngày 23 tháng 7 năm 2017 | DF       | 3   | Danilo          | Real Madrid       | £26.5m       |
| ngày 24 tháng 7 năm 2017 | DF       | 22  | Benjamin Mendy  | Monaco            | £49.3m       |
| ngày 30 tháng 1 năm 2018 | DF       | 14  | Aymeric Laporte | Athletic Bilbao   | £57m         |

| Date                     | Position | No. | Player            | From club            | Transfer fee    |
| ------------------------ | -------- | --- | ----------------- | -------------------- | --------------- |
| ngày 3 tháng 7 năm 2017  | DF       | —   | Eric García       | Barcelona            | £1.45m          |
| ngày 13 tháng 7 năm 2017 | MF       | —   | Uriel Antuna      | Santos Laguna        | undisclosed     |
| ngày 15 tháng 7 năm 2017 | MF       | —   | Douglas Luiz      | Vasco da Gama        | £10.2m          |
| ngày 11 tháng 8 năm 2017 | MF       | —   | Luka Ilić         | Red Star Belgrade    | £2.5m           |
| ngày 12 tháng 8 năm 2017 | FW       | —   | Olarenwaju Kayode | Austria Wien         | undisclosed     |
| ngày 27 tháng 8 năm 2017 | MF       | —   | Aminu Mohammed    | WAFA                 | £2m             |
| ngày 1 tháng 1 năm 2018  | DF       | —   | Erik Palmer-Brown | Sporting Kansas City | Free            |
| ngày 27 tháng 1 năm 2018 | MF       | —   | Mix Diskerud      | New York City        | Free (released) |
| ngày 29 tháng 1 năm 2018 | DF       | —   | Philippe Sandler  | PEC Zwolle           | £2.6m           |
| ngày 30 tháng 1 năm 2018 | MF       | —   | Jack Harrison     | New York City        | Undisclosed     |

### Rời
| Exit date                | Position | No. | Player             | To club             | Transfer fee    |
| ------------------------ | -------- | --- | ------------------ | ------------------- | --------------- |
| ngày 1 tháng 7 năm 2017  | GK       | 13  | Willy Caballero    | Chelsea             | Free (Released) |
| ngày 1 tháng 7 năm 2017  | DF       | 22  | Gaël Clichy        | İstanbul Başakşehir | Free (Released) |
| ngày 1 tháng 7 năm 2017  | MF       | 15  | Jesús Navas        | Sevilla             | Free (Released) |
| ngày 1 tháng 7 năm 2017  | DF       | 3   | Bacary Sagna       | Benevento Calcio    | Free (Released) |
| ngày 1 tháng 7 năm 2017  | DF       | 5   | Pablo Zabaleta     | West Ham United     | Free (Released) |
| ngày 11 tháng 7 năm 2017 | MF       | 36  | Bruno Zuculini     | Hellas Verona       | £1.25m          |
| ngày 16 tháng 7 năm 2017 | FW       | 9   | Nolito             | Sevilla             | £7.65m          |
| ngày 22 tháng 7 năm 2017 | DF       | 11  | Aleksandar Kolarov | Roma                | £5.25m          |
| ngày 3 tháng 8 năm 2017  | FW       | 72  | Kelechi Iheanacho  | Leicester City      | £25m            |
| ngày 4 tháng 8 năm 2017  | MF       | 6   | Fernando           | Galatasaray         | £4.75m          |
| ngày 21 tháng 8 năm 2017 | MF       | 11  | Samir Nasri        | Antalyaspor         | £2m             |
| ngày 31 tháng 8 năm 2017 | FW       | 14  | Wilfried Bony      | Swansea City        | £12m            |

| Exit date                | Position | No. | Player          | To club              | Transfer fee    |
| ------------------------ | -------- | --- | --------------- | -------------------- | --------------- |
| ngày 1 tháng 7 năm 2017  | FW       | 48  | Enes Ünal       | Villarreal           | £11.9m          |
| ngày 1 tháng 7 năm 2017  | DF       | —   | Callum Bullock  | Unattached           | Free (Released) |
| ngày 1 tháng 7 năm 2017  | MF       | —   | Aaron Mooy      | Huddersfield Town    | £8m             |
| ngày 1 tháng 7 năm 2017  | GK       | 64  | Billy O'Brien   | Macclesfield Town    | Free (Released) |
| ngày 1 tháng 7 năm 2017  | DF       | 74  | Ellis Plummer   | Motherwell           | Free (Released) |
| ngày 6 tháng 7 năm 2017  | FW       | —   | Rubén Sobrino   | Alavés               | £1.7m           |
| ngày 7 tháng 7 năm 2017  | DF       | —   | Joe Coveney     | Nottingham Forest    | Undisclosed     |
| ngày 12 tháng 7 năm 2017 | MF       | —   | Olivier Ntcham  | Celtic               | £4.25m          |
| ngày 24 tháng 7 năm 2017 | MF       | 61  | James Horsfield | NAC Breda            | Undisclosed     |
| ngày 11 tháng 8 năm 2017 | MF       | —   | Zackarias Faour | IK Sirius            | Undisclosed     |
| ngày 31 tháng 8 năm 2017 | FW       | 48  | Jadon Sancho    | Borussia Dortmund    | £8m             |
| ngày 10 tháng 9 năm 2017 | FW       | 53  | Denzeil Boadu   | Borussia Dortmund II | Undisclosed     |
| ngày 6 tháng 11 năm 2017 | FW       | 51  | David Faupala   | Zorya Luhansk        | Free (Released) |
| ngày 5 tháng 1 năm 2018  | DF       | 46  | Shay Facey      | Northampton Town     | Undisclosed     |

### Cho mượn
| Start date               | End date                  | Position | No. | Player           | To club         |
| ------------------------ | ------------------------- | -------- | --- | ---------------- | --------------- |
| ngày 1 tháng 7 năm 2017  | ngày 30 tháng 6 năm 2018  | GK       | 54  | Angus Gunn       | Norwich City    |
| ngày 4 tháng 7 năm 2017  | ngày 30 tháng 6 năm 2018  | DF       | 69  | Angeliño         | NAC Breda       |
| ngày 18 tháng 7 năm 2017 | ngày 30 tháng 6 năm 2018  | GK       | —   | Joe Hart         | West Ham United |
| ngày 31 tháng 7 năm 2017 | ngày 30 tháng 6 năm 2018  | DF       | 50  | Pablo Maffeo     | Girona          |
| ngày 1 tháng 8 năm 2017  | ngày 30 tháng 6 năm 2018  | MF       | 75  | Aleix García     | Girona          |
| ngày 1 tháng 8 năm 2017  | ngày 15 tháng 1 năm 2018  | FW       | 29  | Marlos Moreno    | Girona          |
| ngày 28 tháng 8 năm 2017 | ngày 30 tháng 6 năm 2018  | MF       | 27  | Patrick Roberts  | Celtic          |
| ngày 31 tháng 8 năm 2017 | ngày 30 tháng 6 năm 2018  | DF       | 28  | Jason Denayer    | Galatasaray     |
| ngày 16 tháng 1 năm 2018 | ngày 31 tháng 12 năm 2018 | FW       | 29  | Marlos Moreno    | Flamengo        |
| ngày 31 tháng 1 năm 2018 | ngày 30 tháng 6 năm 2018  | DF       | 15  | Eliaquim Mangala | Everton         |

| Start date               | End date                  | Position | No. | Player                 | To club           |
| ------------------------ | ------------------------- | -------- | --- | ---------------------- | ----------------- |
| ngày 1 tháng 7 năm 2017  | ngày 30 tháng 6 năm 2018  | FW       | 68  | Thierry Ambrose        | NAC Breda         |
| ngày 1 tháng 7 năm 2017  | ngày 28 tháng 7 năm 2017  | MF       | —   | Anthony Cáceres        | Melbourne City    |
| ngày 1 tháng 7 năm 2017  | ngày 30 tháng 6 năm 2018  | MF       | 67  | Paolo Fernandes        | NAC Breda         |
| ngày 1 tháng 7 năm 2017  | ngày 30 tháng 6 năm 2018  | MF       | 76  | Manu García            | NAC Breda         |
| ngày 1 tháng 7 năm 2017  | ngày 30 tháng 6 năm 2018  | DF       | —   | Pablo Marí             | NAC Breda         |
| ngày 1 tháng 7 năm 2017  | ngày 1 tháng 1 năm 2018   | DF       | 56  | Ashley Smith-Brown     | Hearts            |
| ngày 3 tháng 7 năm 2017  | ngày 30 tháng 6 năm 2018  | MF       | 59  | Bersant Celina         | Ipswich Town      |
| ngày 11 tháng 7 năm 2017 | ngày 31 tháng 12 năm 2017 | DF       | 45  | Chidiebere Nwakali     | Sogndal           |
| ngày 21 tháng 7 năm 2017 | ngày 30 tháng 6 năm 2018  | FW       | —   | Thomas Agyepong        | NAC Breda         |
| ngày 28 tháng 7 năm 2017 | ngày 30 tháng 6 năm 2018  | MF       | —   | Anthony Cáceres        | Al-Wasl           |
| ngày 1 tháng 8 năm 2017  | ngày 30 tháng 6 năm 2018  | MF       | —   | Luke Brattan           | Melbourne City    |
| ngày 1 tháng 8 năm 2017  | ngày 30 tháng 6 năm 2018  | MF       | —   | Douglas Luiz           | Girona            |
| ngày 3 tháng 8 năm 2017  | ngày 30 tháng 6 năm 2018  | MF       | 78  | Rodney Kongolo         | Doncaster Rovers  |
| ngày 3 tháng 8 năm 2017  | ngày 12 tháng 1 năm 2018  | FW       | 70  | Isaac Buckley-Ricketts | Twente            |
| ngày 8 tháng 8 năm 2017  | ngày 30 tháng 6 năm 2019  | FW       | —   | Uriel Antuna           | Groningen         |
| ngày 11 tháng 8 năm 2017 | ngày 30 tháng 6 năm 2018  | MF       | —   | Ivan Ilić              | Red Star Belgrade |
| ngày 11 tháng 8 năm 2017 | ngày 30 tháng 6 năm 2018  | MF       | —   | Luka Ilić              | Red Star Belgrade |
| ngày 11 tháng 8 năm 2017 | ngày 2 tháng 3 năm 2018   | FW       | —   | Olarenwaju Kayode      | Girona            |
| ngày 17 tháng 8 năm 2017 | ngày 30 tháng 6 năm 2018  | MF       | 62  | Brandon Barker         | Hibernian         |
| ngày 23 tháng 8 năm 2017 | ngày 1 tháng 1 năm 2018   | MF       | 57  | Aaron Nemane           | Rangers           |
| ngày 31 tháng 8 năm 2017 | ngày 1 tháng 1 năm 2018   | MF       | 52  | Kean Bryan             | Oldham Athletic   |
| ngày 1 tháng 9 năm 2017  | ngày 1 tháng 1 năm 2018   | GK       | 60  | Kjetil Haug            | Peralada-Girona B |
| ngày 1 tháng 9 năm 2017  | ngày 30 tháng 6 năm 2018  | FW       | —   | Yaw Yeboah             | Real Oviedo       |
| ngày 1 tháng 1 năm 2018  | ngày 31 tháng 12 năm 2018 | MF       | —   | Ernest Agyiri          | Vålerenga Fotball |
| ngày 7 tháng 1 năm 2018  | ngày 30 tháng 6 năm 2018  | MF       | 57  | Aaron Nemane           | Go Ahead Eagles   |
| ngày 10 tháng 1 năm 2018 | ngày 30 tháng 6 năm 2018  | DF       | —   | Chidiebere Nwakali     | Aberdeen          |
| ngày 12 tháng 1 năm 2018 | ngày 30 tháng 6 năm 2018  | FW       | 70  | Isaac Buckley-Ricketts | Oxford United     |
| ngày 16 tháng 1 năm 2018 | ngày 30 tháng 6 năm 2018  | MF       | 52  | Kean Bryan             | Oldham Athletic   |
| ngày 29 tháng 1 năm 2018 | ngày 30 tháng 6 năm 2018  | DF       | 56  | Ashley Smith-Brown     | Oxford United     |
| ngày 29 tháng 1 năm 2018 | ngày 30 tháng 6 năm 2018  | DF       | —   | Philippe Sandler       | PEC Zwolle        |
| ngày 30 tháng 1 năm 2018 | ngày 30 tháng 6 năm 2018  | MF       | —   | Jack Harrison          | Middlesbrough     |
| ngày 31 tháng 1 năm 2018 | ngày 30 tháng 6 năm 2018  | MF       | —   | Divine Naah            | AFC Tubize        |
| ngày 31 tháng 1 năm 2018 | ngày 30 tháng 6 năm 2018  | MF       | 82  | Jacob Davenport        | Burton Albion     |
| ngày 31 tháng 1 năm 2018 | ngày 30 tháng 6 năm 2018  | DF       | —   | Erik Palmer-Brown      | KV Kortrijk       |
| ngày 31 tháng 1 năm 2018 | ngày 30 tháng 6 năm 2018  | DF       | 58  | Charlie Oliver         | Fleetwood Town    |
| ngày 16 tháng 2 năm 2018 | ngày 31 tháng 12 năm 2018 | MF       | —   | Mix Diskerud           | IFK Göteborg      |
| ngày 2 tháng 3 năm 2018  | ngày 30 tháng 6 năm 2018  | FW       | —   | Olarenwaju Kayode      | Shakhtar Donetsk  |

1. ↑  Moreno's planned season long loan at Girona was cancelled on 15 January, and he subsequently joined Flamengo on loan
2. ↑  Cáceres's planned season long loan at Melbourne City was cancelled on 28 July, and he subsequently joined Al Wasl on loan
3. ↑  Buckley-Ricketts' season-long loan to FC Twente was ended on ngày 12 tháng 1 năm 2018, and he subsequently joined Oxford United on loan.[105]
4. ↑  Moreno's planned season long loan at Girona was cancelled on 2 March, and he subsequently joined Shakhtar Donetsk on loan

### Hoạt động truyền tải tổng thế
| Hè: £210.35m Đông: £57m Tổng: £267.35m | Hè: £68.24m Đông: Không Tổng: £68.24m | Hè: £142.11m Đông: £57m Tổng: £199.11m |